# Cassiopea xamachana
Cassiopea xamachana är en manetart som beskrevs av Bigelow 1892. Cassiopea xamachana ingår i släktet Cassiopea och familjen Cassiopeidae. Inga underarter finns listade i Catalogue of Life.

## Bildgalleri

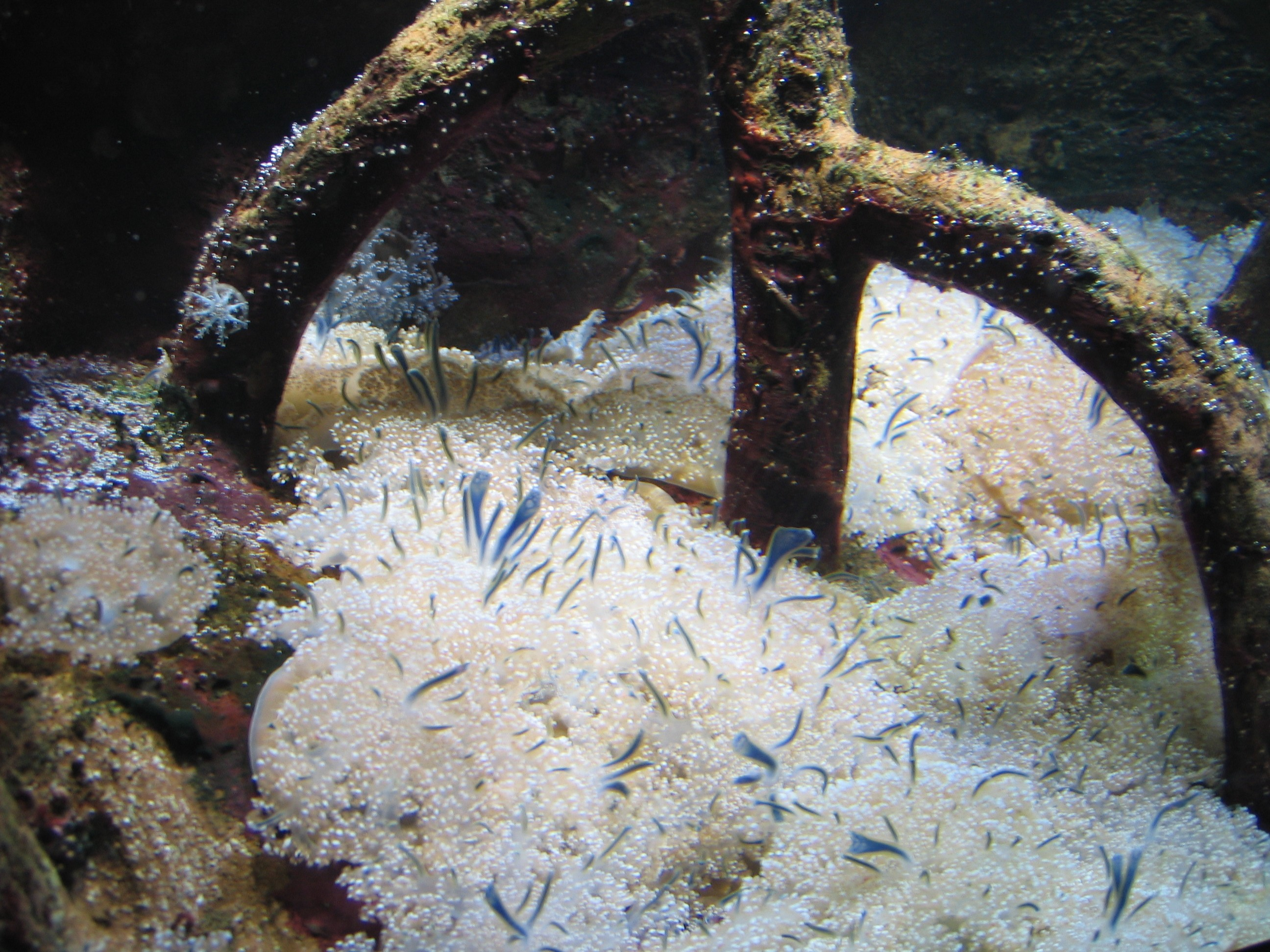
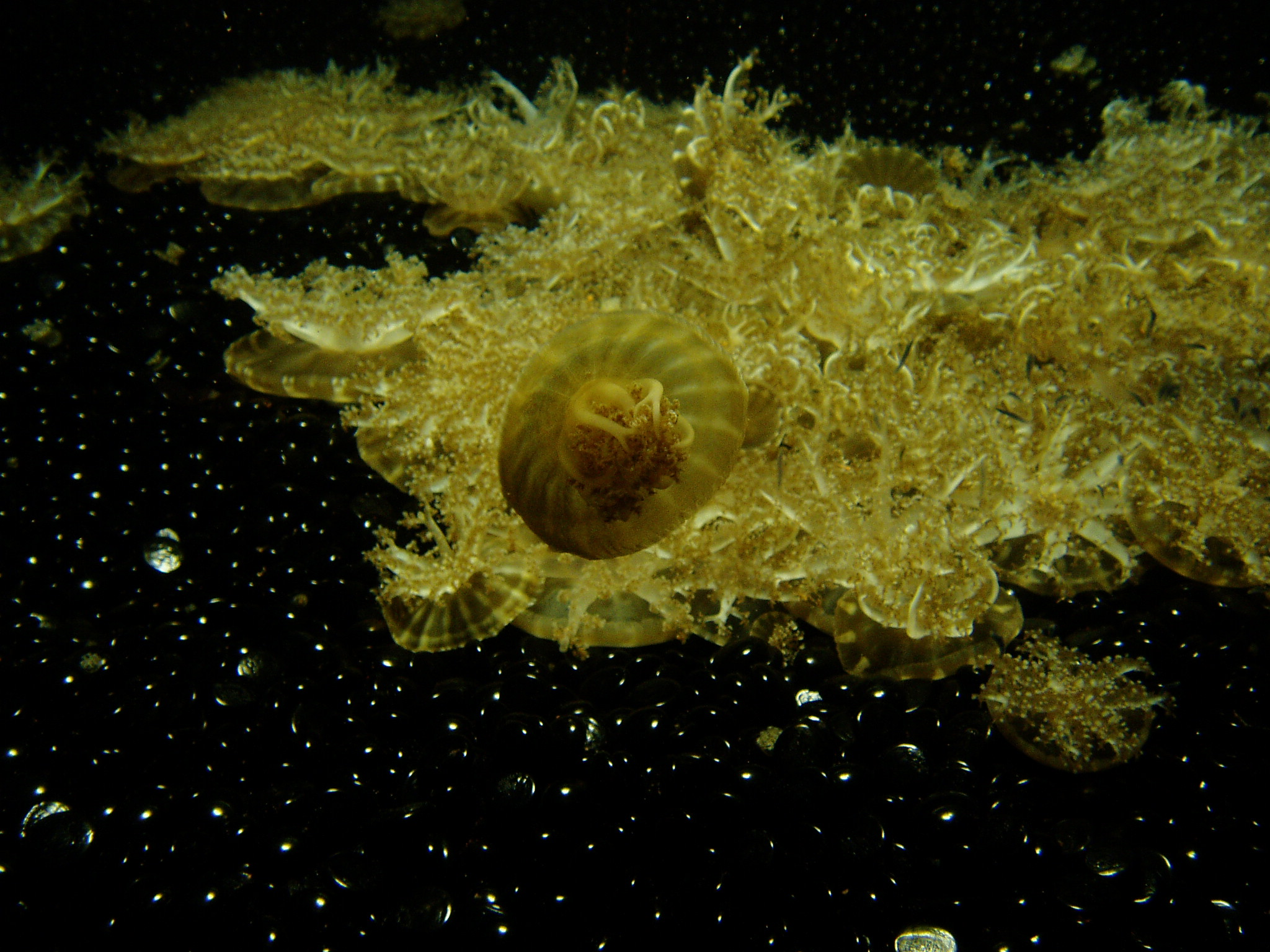
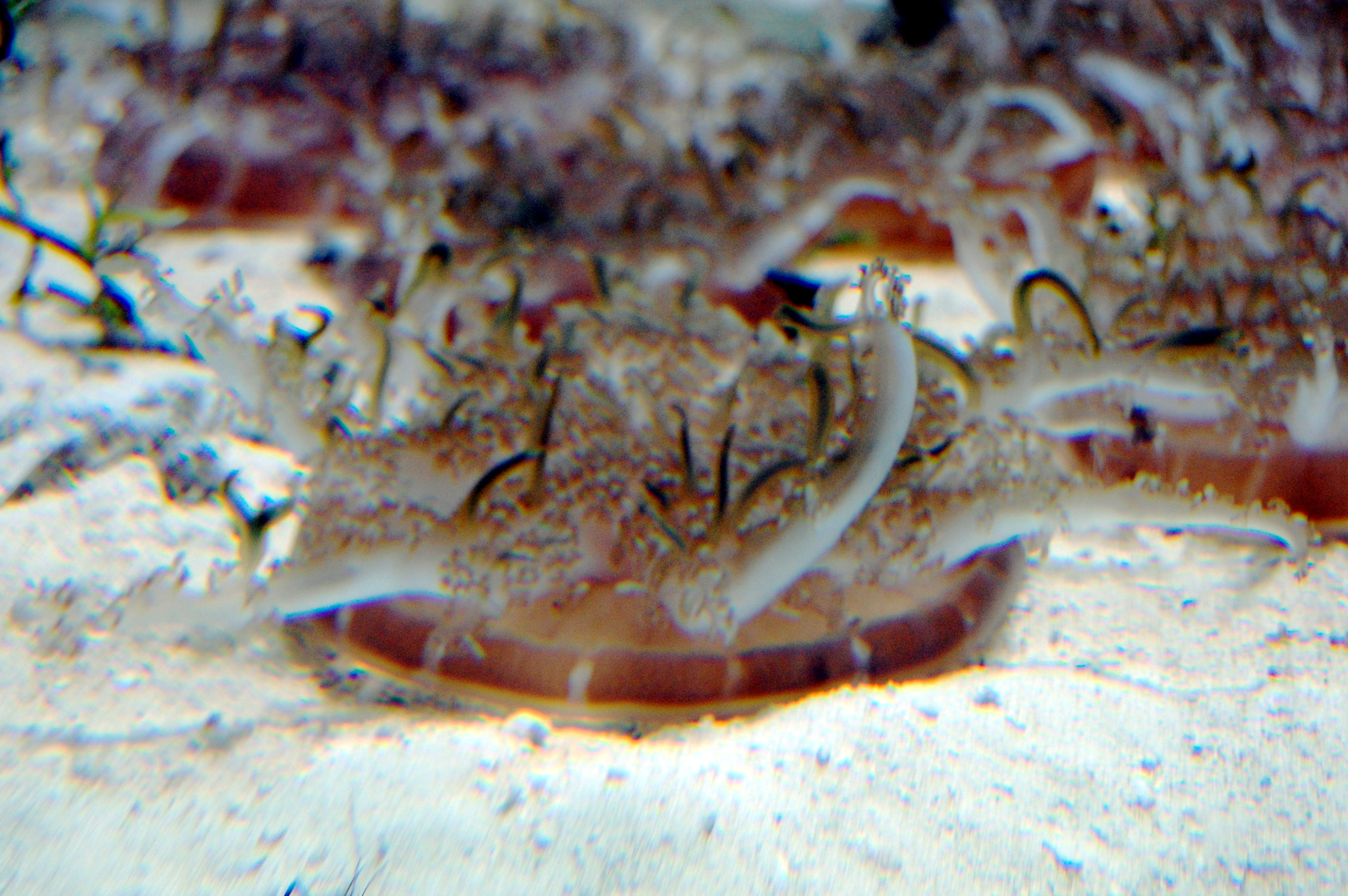
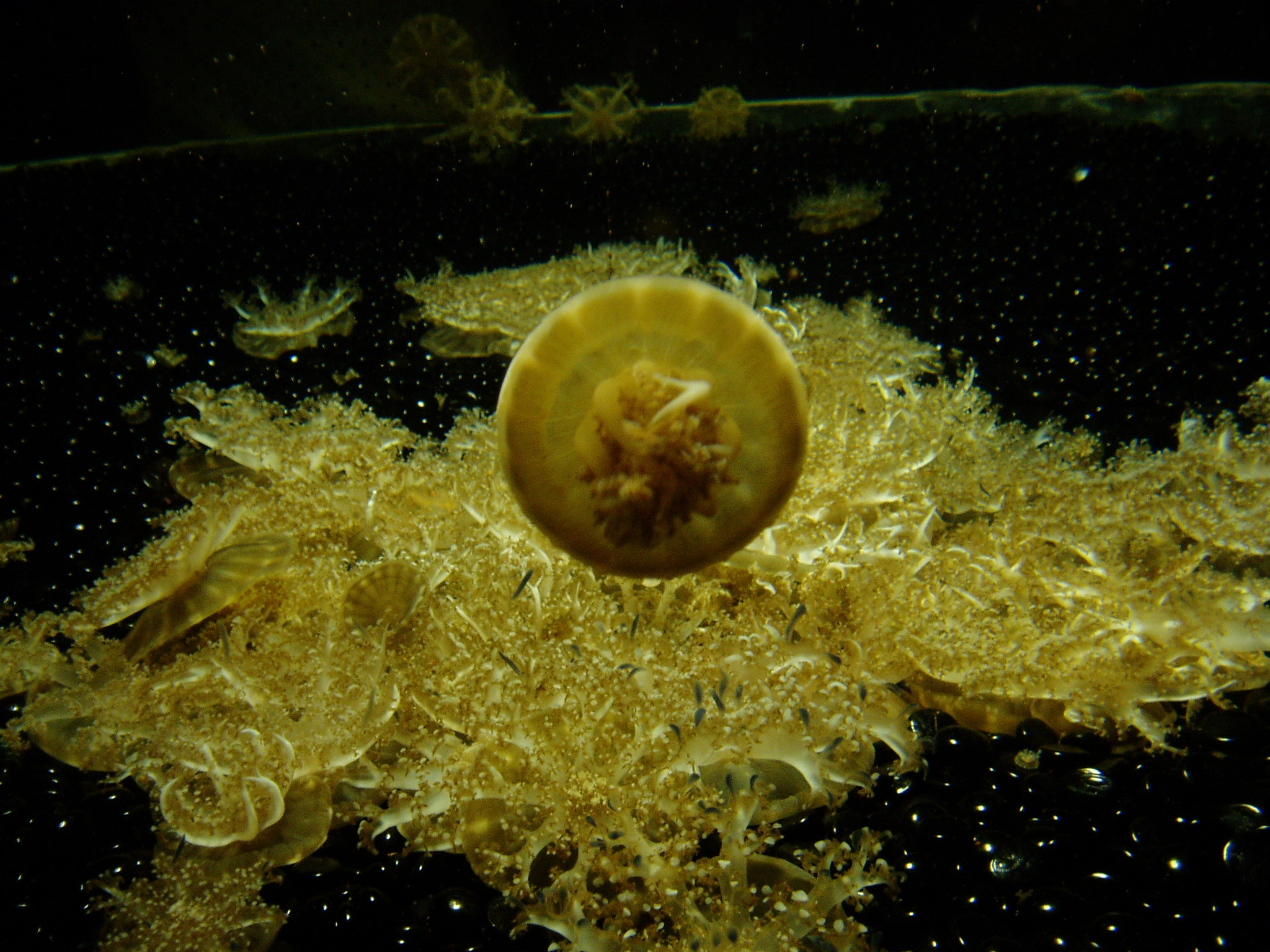
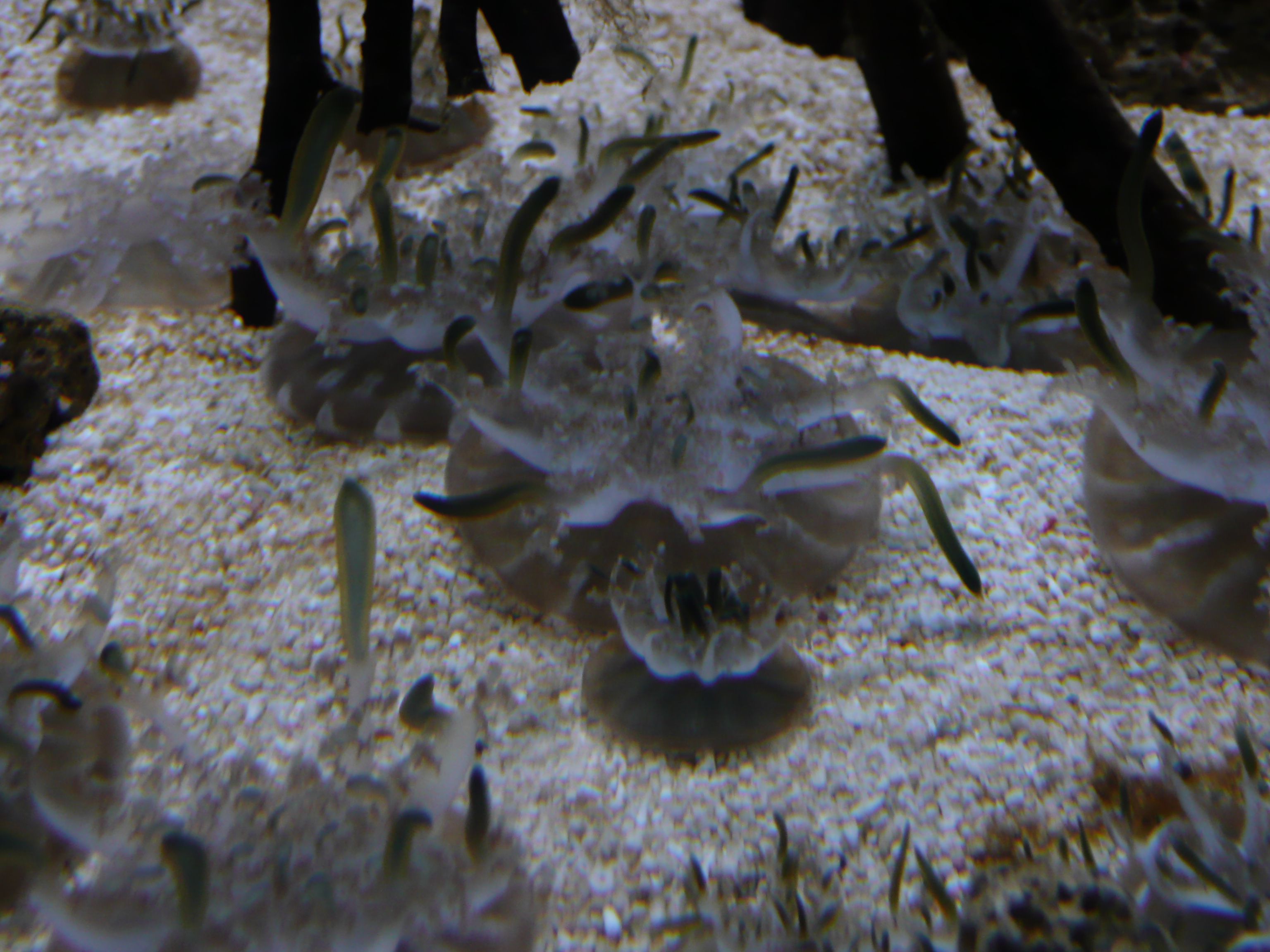
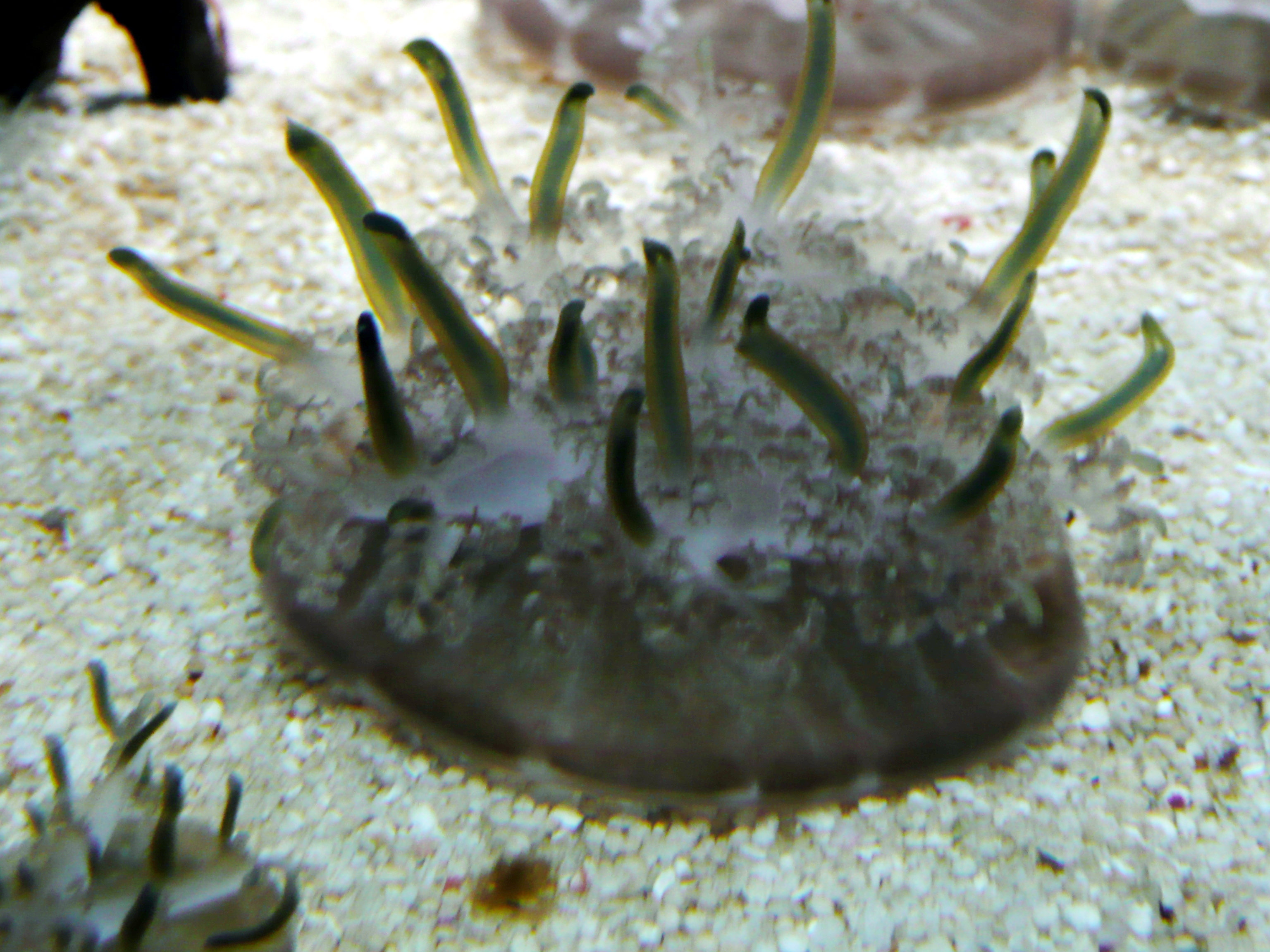